# Як приборкати дракона
«Як приборкати дракона» (англ. How to Train Your Dragon) — повнометражний анімаційний фільм виробництва США, знятий за мотивами однойменної серії книг британської дитячої письменниці Крессиди Ковелл у 2010 році. Фільм здобув низку нагород та номінацій світових кінопремій. Станом на 1 березня 2024 року фільм займав 207-му позицію в списку 250 найрейтинговіших фільмів за версією IMDb.
У 2014 році вийшов сиквел — «Як приборкати дракона 2», у лютому 2019 року — третя, завершальна частина трилогії — «Як приборкати дракона 3: Прихований світ».

## Сюжет
Серед океану простягається острів Туп. Його населяють вікінги протягом семи поколінь. Острів чудове місце, але є одна проблема, дракони. Ці крилаті істоти нападають на жителів Тупу і забирають їхню їжу. Вождь цього впертого селища — Стоїк. У славного вождя є син Гикавка, який не схожий на майбутнього вождя, кістлявий і слабий. Гикавка працює в кузні разом із радником Стоїка, Патяком. Він намагається вбити дракона з допомогою машини схожої на балісту.
Вікінги знають багато видів драконі серед них Смертельний верть, Огидна застібачка, Страхітливий кошмар Ґронкл і Шепіт Смерті. Але Гикавка хоче вбити загадково дракона, про якого вікінги мало знають. Цей дракон називається Нічна лють.
Одної ночі, під час нападу драконів, Гикавка нарешті влучає, але на нього нападає дракон. Тікаючи Гикавка веде за собою дракона який спалює усе що бачить. Стоїк відбиває напад дракона, проте за цей час дракони встигли вкрасти всю їжу. Ніхто не вірить, що Гикавка збив дракона. Вже вранці він вирушає на пошуки збитого дракона, але замість того щоб його вбити він приборкує його.

## Ролі озвучили
| Оригінальне озвучення | Роль                  | Український дубляж[джерело?] |
| --------------------- | --------------------- | ---------------------------- |
| Джей Барушель         | Гикавка               | Дмитро Малков                |
| Америка Феррера       | Астрід                | Анастасія Зіновенко          |
| Джерард Батлер        | Стоїк, батько Гикавки | Михайло Жонін                |
| Крейг Фергюсон        | Патяк                 | Володимир Жогло              |
| Крістофер Мінц-Плассе | Рибоніг               | Артем Мартинішин             |
| Джона Гілл            | Шмаркляк              | Сергій Малюга                |
| Ті Джей Міллер        | Впертюх               | Дмитро Сова                  |
| Крістен Віг           | Твердюх               | Катерина Буцька              |
| Девід Теннант         | Слюнявий              |                              |
| Робін Аткін Даунс     | Ак                    |                              |

## Короткометражні доповнення
«Легенда про Костолома» (2010) (Legend of the Boneknapper Dragon). Після пожежі в його будинку Патяк йде на пошуки Костолома, в існування якого не вірить більше ніхто в селищі, а Гикавка, Астрід, Шмаркляк, Рибоніг, Твердюх та Впертюх вирушають разом з ним, щоб захистити від можливих неприємностей. Мультфільм тривалістю 16 хвилин було показано на каналі Cartoon Network 14 жовтня 2010 року для реклами випуску Blu-ray та подвійного DVD-видання оригінального мультфільму.
«Книга драконів» (2011) (Book of Dragons) — 18-хвилинний анімаційний переказ знаменитої «Книги драконів», головного джерела знань про рептилій у вікінгів Берка. Вийшов 15 листопада 2011 як доповнення до перевидання DVD та Blu-ray з оригінальним мультфільмом.
«Подарунок Нічної Люті» (2011) (Gift of the Night Fury) — поки вікінги Берка готуються до зимового свята Загортайла, всі дракони, окрім Беззубика, який не може нікуди полетіти без свого господаря, кудись зникають, а випадково занесений Сарделькою на острів Драконів Гикавка тим часом з'ясовує причину зникнення. 22-хвилинний мультфільм вийшов 15 листопада 2011 як доповнення до перевидання DVD та Blu-ray з оригінальним мультфільмом.
«Дракони захисники Берку» — це 1-й і 2-й сезони «Драконів», вони відкривають новий вид, який називається Вересклива Смерть, а також миряться з Елвіном і стають з ним союзниками.
«Дракони: Перегони безстрашних» (2014) (Dawn of the Dragon Racers) — історія про те, як пошуки зниклої вівці призвели до появи «драконячих перегонів», найпопулярнішої гри на Берку, з чемпіонату якої розпочинається повнометражне продовження. Мультфільм тривалістю 25 хвилин вийшов як доповнення до Blu-ray та DVD-видання мультфільму. У цьому мультику є 3-й та 5-8-й сезони. Виявляється, що торговець Йохан — це просто злий торговець драконів, який обманув усіх, щоб Гикавка почав йому довіряти
«Як приборкати дракона 2». Гикавка і Беззубик знаходять Валку, маму Гикавки, яку всі вважають мертвою, але тут на її острів нападає Драго, який хитрістю змушує Беззубика вбити Стойка.
«Як приборкати дракона 3. Прихований світ». Через хитрого лиходія Гикавка разом з селянами тікають з Берку. Також Гикавка відкриває новий вид драконів — Денну Лють. Також він знаходить Прихований Світ Драконів.
«Дракони Повернення Нічної Люті». Гикавка пробує довести своїм дітям, що з драконами треба дружити, а не воювати. Тим часом діти Беззубика, Нічні Сяйва, тікають в село до Гикавки, і Беззубик з дружиною Денною Люттю летять шукати дітей і вертаються до Гикавки.
«Дракони дев'яти світів». Мультик про хлопця, на ім'я Том. Він є нащадок Гикавки, який помер 1200 років тому, і Том разом з Джун та її братом знаходить драконів. Він хоче зрозуміти, як він пов'язаний зі своїм драконом, на ім'я Грім, бо ще не знає, що є нащадок Гикавки, який якраз і почав дружбу з драконами, і він відкрив Вогняне Кристальне і Снідне королівство.